# Хольстентор
Хольстентор, Хольштентор, Холстентор (нем. Holstentor [Хольстентор] [ˈhɔlˌstentoːʁ] — «Голштейнские ворота») — средневековые городские ворота Любека в северо-западной стороне внутреннего города, получили название по исторической местности Голштиния, в которую ведёт дорога, проходящая через ворота. Памятник северо-европейского архитектурного стиля «кирпичная готика». Исторический символ города, Ганзы и архитектурного ландшафта всей Северной Германии. Объект Всемирного культурного наследия ЮНЕСКО.
Ворота входили в систему крепостных городских укреплений Любека — крупнейшего центра Ганзы. До сноса крепости в 1864 году весь комплекс ворот представлял собой каскад из четырёх, расположенных одно за другим, самостоятельных оборонительных сооружений (см. рисунок 1700 года). Ворота являлись центральным звеном в системе опоясывавших историческое ядро Любека по обоим берегам рек Траве и Вакениц стен, башен, земляных валов, капониров и каналов, в северо-западной части крепости, наиболее уязвимой для нападений со стороны голштинских герцогств и Датского королевства.
Сохранившиеся на сегодня Голштинские ворота состоят из двух башен, северной и южной, и соединяющего их центрального пролёта. Башни сложены из ярусов красного и чёрного глазурованного кирпича, окна представляют собой бойницы.
Первый этаж в центральной части ворот отсутствует, так как тут находится проход через ворота. Строение имеет пять этажей, первый этаж соединяет башни между собой. С внутренней (городской) стороны башни выглядят как единое целое, а с внешней (полевой) стороны они выступают, и расстояние между ними достигает 3,5 м. Башни примечательны своими конусообразными крышами, а средний пролёт украшен фронтоном.
С 1950 года в Голштинских воротах размещается музей истории города. Площадь-парк перед воротами иногда используется городскими властями для проведения культурных или зрелищных представлений, концертов. Ворота остаются всегда открытыми для прохожих. Средневековая надпись золотыми буквами на фронтоне с внешней стороны ворот гласит: «Concordia Domi Foris Pax» (с лат. — «Согласие внутри, снаружи мир»). 
- Вид на ворота с колокольни церкви Св. Петра
- Карта городских укреплений XVIII века. Ворота — в центре вверху.
- Артиллерийское орудие в бойнице ворот
- Надпись на фронтоне: CONCORDIA DOMI FORIS PAX